# Stadion Free State
Stadion Free State, tudi poznan kot Vodacom Park, je stadion v Bloemfonteinu, Južna Afrika. Uporabljajo ga za izvedbo tekem ragbija in nogometa. 
Stadion služi kot domače igrišče dvema ragbi kluboma, Free State Cheetahs in Central Cheetahs. Free State Cheetahs nastopajo v domačem južnoafriškem tekmovanju Currie Cup, medtem ko Central Cheetahs sodelujejo v mednarodni ligi Super 14. Objekt pa si lasti tudi nogometni klub Bloemfontein Celtic, ki na njem igra domače tekme v državnem tekmovanju. 
Stadion je bil eno od prizorišč Svetovnega prvenstva v ragbiju 1995, nogometnega Pokala konfederacij 2009 in Svetovnega prvenstva v nogometu 2010. 

## Svetovno prvenstvo v nogometu 2010
Stadion bo gostil tudi tekme Svetovnega prvenstva v nogometu 2010, zaradi česar so organizatorji glavni tribuni na zahodnem delu dodali še drugi obroč in tako celotno kapaciteto stadiona povečali s 36.358 na 48.000. Prav tako so zgradili vrtljive križe na vhodu, posodobili reflektorske luči, namestili elektronske ekrane za prikaz rezultata, popravili zvočni sistem na zahtevane standarde in izboljšali infrastrukturo za CCTV in ostale medije.
Mesto Bloemfontein je za potrebe prenove in posodobitve stadiona od organizacijskega komiteja prejelo 221 milijonov južnoafriških randov. Kljub temu so stroški gradnje presegli vloženi znesek in narasli na 245 milijonov randov, zaradi česar se je mesto odločilo, da samo pokrije preostali del stroškov.  Posodobitvena dela so se začela julija 2007. 